# Afrovivella semiensis
Az Afrovivella semiensis a kőtörőfű-virágúak (Saxifragales) rendjébe, ezen belül a varjúhájfélék (Crassulaceae) családjába és a fáskövirózsa-formák (Sempervivoideae) alcsaládjába tartozó faj.
Nemzetségének az egyetlen faja.

## Előfordulása
Az Afrovivella semiensis előfordulási területe kizárólag a Semien-hegységben található meg – innen ered a fajneve is. Tehát Etiópia egyik endemikus növénye.